# Лісардо Гаррідо
Лісардо Гаррідо (ісп. Lizardo Garrido, нар. 25 серпня 1957, Сантьяго) — чилійський футболіст, що грав на позиції захисника. Футболіст року в Чилі (1984).
Більшу частину кар'єри провів у «Коло-Коло», з яким став шестиразовим чемпіоном Чилі, а також переможцем Кубка Лібертадорес та Рекопи Південної Америки. Паралельно виступав за національну збірну Чилі, з якою був учасником чемпіонату світу та бронзовим призером Кубка Америки.

## Клубна кар'єра
У дорослому футболі дебютував 1975 року виступами за команду «Коло-Коло», в якій провів два сезони, але основним гравцем не став, тому з 1977 по 1979 рік грав у складі друголігових команд «Депортес Кольчагуа» та «Трасандіно».
У 1980 році повернувся в клуб «Коло-Коло», за який грав до 1992 року і завоював основні титули в своїй кар'єрі — шість титулів чемпіона країни країни, шість перемог в Кубку країни і Кубок Лібертадорес. У 1981 році команда випередила супротивників з «Кобрелоа» всього на одне очко, через два роки історія повторилася і принесла другий титул Гаррідо. У 1984 році, незважаючи на те, що команда не перемогла в чемпіонаті, Лісардо був визнаний найкращим футболістом року в країні. У 1986 році у вирішальному матчі перемога над «Палестіно» з рахунком 2: 0 гарантувала «Коло-Коло» третій титул. Ще три титули чемпіонів Чилі були завойовані поспіль з 1989 по 1991 роки.
У 1991 році команда виграла Кубок Лібертадорес. У фіналі в першому поєдинку проти парагвайської «Олімпієї» була зафіксована нульова нічия, а в матчі-відповіді «Коло-Коло» виграв 3:0. Гаррідо зіграв обидва матчі і завоював Кубок. А вже 1992 року, в останній рік перебування у рідному клубі, Лісардо виграв з командою ще два міжнародних трофеї — Рекопу Південної Америки та Міжамериканський кубок.
Завершив ігрову кар'єру у мексиканській команді «Сантос Лагуна», за яку виступав протягом 1993—1994 років, ставши віце-чемпіоном Мексики сезону 1993—1994 років.

## Виступи за збірну
10 березня 1981 року дебютував в офіційних іграх у складі національної збірної Чилі в товариському матчі проти Колумбії.
У складі збірної був учасником чемпіонату світу 1982 року в Іспанії. Чилі на турнірі програла три матчі ФРН, Австрії та Алжиру і не вийшла з групи, а Лісардо Гаррідо зіграв всі три матчі повністю.
Згодом брав участь з командою і в розіграші Кубка Америки 1991 року у Чилі, на якому команда здобула бронзові нагороди, а Гаррідо зіграв в усіх семи іграх, при цьому остання гра турніру, проти Бразилії, стала також його останньою міжнародною грою. Загалом протягом кар'єри у національній команді, яка тривала 11 років, провів у її формі 44 матчі..

## Титули і досягнення
- Чемпіон Чилі (6):

«Коло-Коло»: 1981, 1983, 1986, 1989, 1990, 1991
- Володар Кубка Чилі (6):

«Коло-Коло»: 1981, 1982, 1985, 1988, 1989, 1990
- Володар Кубка Лібертадорес (1):

«Коло-Коло»: 1991
- Переможець Рекопи Південної Америки (1):

«Коло-Коло»: 1992
- Володар Міжамериканського кубка (1):

«Коло-Коло»: 1992
- Бронзовий призер Кубка Америки: 1991

### Індивідуальні
- Футболіст року в Чилі: 1984